# DBUs Landspokalturnering 2016-2017
La DBUs Landspokalturnering 2016-2017 è stata la 63ª edizione della coppa danese di calcio. La competizione è iniziata il 9 agosto 2016. La squadra vincitrice della competizione è il Copenaghen, che ha vinto il torneo per l'ottava volta nella sua storia.

## Primo turno
| Squadra 1              | Risultato        | Squadra 2     |
| ---------------------- | ---------------- | ------------- |
| 9-10-11-16 agosto 2016 |                  |               |
| Aalborg Freja          | 1–1 dts(4-3 dcr) | Thisted       |
| Aarhus Fremad          | 1–1 dts(4-5 dcr) | Skovbakken    |
| Arslev                 | 0–2              | Marienlyst    |
| B 1913                 | 0–4              | Kolding IF    |
| Birkerod               | 2–0              | Jægersborg    |
| NB Bornholm            | 2–1              | Taastrup      |
| Føroyar                | 1–2              | VB 1968       |
| Frederiksvaerk         | 1–0              | Brønshøj      |
| Herlufsholm            | –                | Nykøbing      |
| Jyderup                | 1–7              | Roskilde      |
| Morud                  | 3–3 dts(3-5 dcr) | Otterup       |
| Nakskov                | 0–5              | Holbæk        |
| Norre Aaby             | 1–6              | Dalum         |
| NUBI                   | 3–3 dts(4-5 dcr) | Jammerbugt    |
| OKS Odense             | 2–1              | Næsby         |
| Ringkøbing             | 0–2              | Hobro         |
| Rosenhoj BK            | 1–3              | Ledøje-Smørum |
| Saeby IF Skjold        | 0–3              | Nørresundby   |
| Silkeborg KFUM         | 2–6              | Brabrand      |
| Tarnby FF              | 3–2              | Fremad Valby  |
| Vanløse                | 3-4              | BK Frem       |
| Vatanspor              | 1–5              | Odder IGF     |
| Holstebro B            | 3–3 dts(3-5 dcr) | Lyseng        |
| Aabyhoj                | 2–0              | Skanderborg   |
| Avedøre                | 1–3              | B 1908        |
| B 1909                 | 1–0              | Sønderborg    |
| B 93                   | 3–1              | AB Tårnby     |
| Birkelse               | 0–9              | Vendsyssel FF |
| Braedstrup             | 0–3              | Lystrup       |
| Christiansbjerg        | 0–9              | Kjellerup     |
| F. Amager              | 2–1              | Avarta        |
| Gentofte-Vangede       | 2–2 dts(5-6 dcr) | Hellerup      |
| Herlev                 | 2–3 dts          | Hvidovre      |
| Karlslunde             | 0–2              | Køge BK       |
| Logstor IF             | 0–4              | Skive         |
| Malov                  | 0–6              | Fredensborg   |
| Maribo BK              | 0–4              | Roskilde      |
| Skovlunde              | 1–4              | Skovshoved    |
| Svendborg              | 1–4              | Fredericia    |
| Tarm                   | 1–3              | Horsens       |
| Varde                  | 1–0              | Marstal/Rise  |
| Graesrödderne          | 1–2              | AB Copenhagen |
| Middelfart             | 0–1              | Esbjerg       |
| Christiania SC         | –                | Helsingør     |
| Tjaereborg IF          | –                | Vejle         |

## Trentaduesimi di finale
| Squadra 1                 | Risultato | Squadra 2                 |
| ------------------------- | --------- | ------------------------- |
| 30 agosto 2016            |           |                           |
| Aabyhoj                   | 0–9       | Silkeborg                 |
| Aalborg Freja             | 0 – 5     | Aarhus                    |
| B 1908                    | 1–5       | Marienlyst                |
| B 1909                    | 0 – 6     | Skive                     |
| Birkerod                  | 0–3       | Hellerup                  |
| NB Bornholm               | 0–4       | Frem                      |
| Dalum                     | 0–1       | Holbæk                    |
| Frederikshavn             | 1–3       | Lyngby                    |
| Kjellerup                 | 2–0       | Odder IGF                 |
| Ledøje-Smørum             | 2 – 7     | AB                        |
| Lyseng                    | 1–4 dts   | Horsens                   |
| Lystrup                   | 2 – 6     | Randers                   |
| OKS Odense                | 0 – 2     | Viborg                    |
| Otterup                   | 0–4       | Hvidovre                  |
| AB Tårnby                 | 1–4       | Nordsjælland              |
| Roskilde KFUM's           | 1–4       | B.93                      |
| Varde                     | 1–2       | Jammerbugt                |
| VB 1968                   | 0–2       | Amager                    |
| VSK Aarhus                | 4–3       | Kolding IF                |
| Ledøje-Smørum             | 2–7       | Template:Calcio Akademisk |
| 31 agosto 2016            |           |                           |
| Harby Flemlose            | 0 – 5     | Esbjerg                   |
| 7 settembre 2016          |           |                           |
| Brabrand                  | 2 – 4     | Fredericia                |
| Dollefjelde-Musse         | 0 – 3     | Køge BK                   |
| Nørresundby               | 1 – 5     | Aalborg                   |
| Skovshoved                | 1 – 3     | Roskilde                  |
| Vendsyssel                | 2 – 0     | Hobro                     |
| Tjaereborg \Vejle         | 0 – 4     | Odense                    |
| Herlufsholm \Nykøbing     | 2 – 3     | Næstved                   |
| Christiania SC \Helsingør | 4 – 0     | Fredensborg               |

## Sedicesimi di finale
| Squadra 1       | Risultato | Squadra 2     |
| --------------- | --------- | ------------- |
| 11 ottobre 2016 |           |               |
| Hellerup        | 1 - 3     | Randers       |
| 12 ottobre 2016 |           |               |
| Skive           | 1 - 3     | Silkeborg     |
| 13 ottobre 2016 |           |               |
| B.93            | 1 - 0     | Esbjerg       |
| 19 ottobre 2016 |           |               |
| Vendsyssel      | 2 - 1     | Odense        |
| 25 ottobre 2016 |           |               |
| Hvidovre        | 0 - 2     | SønderjyskE   |
| Kjellerup       | 4 - 3     | Lyngby        |
| 26 ottobre 2016 |           |               |
| Roskilde        | 2 - 1     | Fredericia    |
| VSK Aarhus      | 0 - 1     | Aalborg       |
| Helsingør       | 0 - 1     | Horsens       |
| Holbæk          | 1 - 3     | Aarhus        |
| Jammerbugt      | 1 - 6     | Copenaghen    |
| Marienlyst      | 3 - 2     | AB Copenhagen |
| Frem            | 1 - 2     | Brøndby       |
| 27 ottobre 2016 |           |               |
| Amager          | 1 - 3     | Midtjylland   |
| 2 novembre 2016 |           |               |
| Næstved         | 1 - 0     | Nordsjælland  |
| Køge BK         | 2 - 1     | Viborg        |

## Ottavi di finale
| Squadra 1        | Risultato | Squadra 2   |
| ---------------- | --------- | ----------- |
| 28 febbraio 2017 |           |             |
| Vendsyssel       | 4 - 0     | Køge BK     |
| 1º marzo 2017    |           |             |
| B.93             | 0 - 3     | Copenaghen  |
| 2 marzo 2017     |           |             |
| Aalborg          | 5 - 0     | Silkeborg   |
| 7 marzo 2017     |           |             |
| Kjellerup        | 0 - 3     | Midtjylland |
| 8 marzo 2017     |           |             |
| Næstved          | 3 - 2     | Roskilde    |
| Marienlyst       | 1 - 4     | Brøndby     |
| 15 marzo 2017    |           |             |
| Randers          | 1 - 0     | SønderjyskE |
| Horsens          | 1 - 3     | Aarhus      |

## Quarti di finale
Il sorteggio è stato effettuato il 6 dicembre 2016.
| Squadra 1      | Risultato | Squadra 2   |
| -------------- | --------- | ----------- |
| 5 aprile 2017  |           |             |
| Næstved        | 1 – 2     | Vendsyssel  |
| Aalborg        | 2 – 3     | Midtjylland |
| 6 aprile 2017  |           |             |
| Copenaghen     | 2 – 1     | Aarhus      |
| 13 aprile 2017 |           |             |
| Randers        | 2 – 4 dts | Brøndby     |

## Semifinali
Il sorteggio è stato effettuato il 14 aprile 2017.
| 26 aprile 2017 |       |             |
| Vendsyssel     | 0 – 2 | Copenaghen  |
| 4 maggio 2017  |       |             |
| Brøndby        | 2 – 1 | Midtjylland |

## Finale
| Copenaghen 25 maggio 2017, ore 17:00 | Copenaghen | 3 – 1 referto | Brøndby | Parken Stadium |